# 4214 Veralynn
4214 Veralynn è un asteroide della fascia principale. Scoperto nel 1987, presenta un'orbita caratterizzata da un semiasse maggiore pari a 2,4188716 au e da un'eccentricità di 0,1289728, inclinata di 3,54829° rispetto all'eclittica.
L'asteroide è dedicato alla cantante britannica Vera Lynn.